# Leikude
Leikude es un pueblo ubicado en el municipio de Kadrina, en el condado de Lääne-Viru, Estonia.

## Superficie
Posee una superficie de 7,644 kilómetros cuadrados.

## Demografía
Hasta 2021 la población era de 65 habitantes, con una densidad de población de 8,503 habitantes por kilómetro cuadrado.